# 13 ноября
13 ноября — 317-й день года (318-й в високосные годы) по григорианскому календарю.
До конца года остаётся 48 дней.
До 15 октября 1582 года — 13 ноября по юлианскому календарю, с 15 октября 1582 года — 13 ноября по григорианскому календарю.
В XX и XXI веках соответствует 31 октября по юлианскому календарю.

## Праздники и памятные дни

### Профессиональные
- Россия: День войск радиационной, химической и биологической защиты[2].

### Религиозные
Католицизм
 — Память Аббона из Флёри, монаха бенедиктинского ордена, аббата монастыря Флёри во Франции, видного церковно-политического деятеля, сторонника Клюнийской реформы, учёного-энциклопедиста (1004 год);
 — память Гомобона Тучинго Кремонского, праведного, мирянина (1197 год);
 — память Николая I, папы римского (867 год).
 В православной церкви
 — Память апостолов от 70-ти Стахия, Амплия, Урвана, Наркисса, Апеллия и Аристовула (I век);
 — память мученика Епимаха (около 250 года);
 — память священномученика протоиерея Иоанна Кочурова (1917 год);
 — память преподобномученика Леонида (Молчанова) (1918 год);
 — память священномучеников Всеволода Смирнова, Александра Воздвиженского, Сергия Розанова, Алексия Сибирского, Василия Архангельского, Петра Воскобойникова, Василия Колоколова, пресвитеров, преподобномучеников Анатолия (Ботвинникова), Евфросина (Антонова) и мученика Иакова Блатова (1937 год);
 — память преподобномученика Иннокентия (Мазурина) (1938 год);
 — память преподобных Спиридона и Никодима, просфорников Печерских, в Ближних пещерах (XII век);
 — память преподобной Мавры (V век).
 — память эфиопской святой Валатты Петрос (XVII век).

## События

### До XIX века
- 1002 — резня датчан в южных графствах Англии по приказу Этельреда II Неразумного.
- 1502 — Сенат Венеции выдал Альду Мануцию десятилетнюю привилегию на монопольное использование курсива.
- 1708 — в ходе Северной войны русские войска во главе с Александром Меншиковым штурмом взяли резиденцию Ивана Мазепы, город Батурин.
- 1758 — основан 1-й Московский медицинский институт (ныне Первый Московский государственный медицинский университет имени И. М. Сеченова)[7].
- 1775 — в ходе Войны за независимость американские войска под командованием Джорджа Вашингтона захватили Монреаль.

### XIX век
- 1851
  - Основан город Сиэтл.
  - Начинает действовать телеграфная служба между Лондоном и Парижем.
  - Открытие железнодорожного сообщения и телеграфной связи между Москвой и Санкт-Петербургом.
- 1854 — американский парусный корабль «New Era», следуя из Бремена в Нью-Йорк, погибает на мели в 15 милях к югу от мыса Санди-Хук. Число жертв превышает 300 человек.
- 1862 — Льюис Кэрролл сдерживает обещание, данное ранее Алисе Лидделл, записывая в своём дневнике: «Начал писать сказку об Алисе, надеюсь закончить её к Рождеству».
- 1872 — вышло в свет первое издание «Азбуки» Льва Николаевича Толстого.
- 1880 — выходит первый номер «Биржевых Ведомостей» — «газеты финансов, торговли, политики и общественной жизни».

### XX век
- 1902
  - Персия подписывает с Россией Договор о льготных тарифах, дискриминирующий британские товары.
  - Первый полёт во Франции дирижабля «Лебоди» полужёсткой конструкции.
- 1907 — на первом вертолёте Поль Корню поднимается на 2 м над землёй в Нормандии (Франция).
- 1909 — в США в результате взрыва и пожара на угольной шахте в Черри, штат Иллинойс, погибают около 250 шахтёров.
- 1911 — новым лидером Консервативной и Юнионистской партии становится Эндрю Бонар Лоу.
- 1913 — заключается греко-турецкий мирный договор. Греки получают Крит и острова в Эгейском море кроме островов Тинидос, Имбрдос и Додеканес.
- 1914 — в США Мери Фелпс Джекобс патентует новый женский предмет нижнего белья, известный как «лифчик без спинки».
- 1915 — после провала операции на Галлипольском полуострове Уинстон Черчилль выходит из состава британского кабинета министров.
- 1916
  - В Бельгии кардинал Мерсье, архиепископ Малинский, выражает протест Германии по поводу насильственной депортации и принудительного труда бельгийцев.
  - Заканчивается битва на Сомме.
- 1917
  - Бакинский совет берёт власть в свои руки.
  - Разгром большевиками восставшей армии Керенского — Краснова.
  - Начало всеобщей забастовки в Финляндии.
- 1918
  - Опубликовано постановление ВЦИК об аннулировании Брестского мирного договора в связи с поражением Германии в мировой войне.
  - В Египте создаётся Националистическая партия (первоначально для обеспечения участия делегации Египта в Парижской мирной конференции).
  - Император Карл I (Карл IV) отрекается от венгерского престола.
  - Король Саксонии отрекается от престола.
  - В Германии создаётся праворадикальная военизированная организация «Стальной шлем».
  - Начинаются занятия на Рязанских пехотных курсах командного состава РККА, на базе которых создастся сначала пехотное, а затем Воздушно-десантное училище (ныне Рязанское высшее воздушно-десантное командное училище).
- 1921
  - Постановкой пьесы М. Метерлинка Е. Б. Вахтанговым родилась Третья студия Московского художественного театра, в 1926 году переименованная в Театр имени Евгения Вахтангова.
  - Премьера фильма «Шейх» в США с Рудольфом Валентино в главной роли. За актёром окончательно укрепляется слава секс-символа Голливуда.
- 1928 — на базе лаборатории по изучению мозга Ленина немецкого физиолога Оскара Фогта в Москве создан Институт мозга.
- 1929 — для приёма германских репараций в соответствии с планом Янга учреждается Базельский банк международных расчётов.
- 1931 — образован «Дальстрой» — государственный трест по дорожному и промышленному строительству в районе Верхней Колымы (c 1938 г. — Главное Управление строительства Дальнего Севера НКВД СССР «Дальстрой»), специализированный государственный институт (суперорганизация, «комбинат особого типа»), осуществивший в 1930—1950 гг. освоение Северо-Востока СССР.
- 1938 — в Москве основан Институт машиноведения имени А. А. Благонравова РАН.
- 1940
  - Компания «Willis Motor Co.» испытывает первый джип.
  - Глава советской делегации Вячеслав Молотов встречается в Берлине с Адольфом Гитлером.
- 1941
  - Британский авианосец «Арк Ройял» атакован немецкой подводной лодкой у Гибралтара. Он затонет на следующий день.
  - Конгресс США голосует за принятие поправки к Закону о нейтралитете, позволяющую вооружать американские торговые суда, которые могут оказаться в районе боевых действий.
- 1942 — в Северо-Восточной Ливии британские войска снова по очереди овладевают Тобруком.
- 1943 — завершение Киевской наступательной операции, освобождён Житомир.
- 1944 — решение правительства Бельгии о разоружении организаций движения Сопротивления.
- 1945
  - Начинается триумфальное турне на родине футбола московского «Динамо». В первом матче москвичи сыграли вничью с лондонским клубом «Челси» — 3:3. Первый гол в ворота хозяев поля забил Василий Карцев.
  - Во Франции Шарль де Голль избирается председателем Временного правительства.
- 1946 — около 03:00. Лебек, Калифорния, США. Самолёт Douglas C-53D-DO компании «Western Air Lines» в условиях дождя и ветра с порывами до 70 миль в час сбивается с курса и врезается в гору Уайт. Все 11 человек на борту погибают. Самолёт летел в направлении из Палмдейл в Ньюхолл. Возможно, причиной катастрофы стал нисходящий поток воздуха.
- 1947 — в Дании социал-демократы формируют правительство меньшинства.
- 1950 — около 18:00, Франция. Выполняя рейс из Рима (Италия) в Монреаль (Канада), самолёт Douglas DC-4 канадской компании «Curtiss-Reid Flying Services Ltd.» отклоняется на 50 миль от предписанного маршрута и врезается в гору Л’Обиу. Все 58 человек на борту погибают.
- 1953 — премьера 4-го струнного квартета Дмитрия Шостаковича.
- 1954 — ноты СССР 23 европейским государствам и США о созыве конференции по вопросам коллективной безопасности в Европе.
- 1956 — бойкот городских автобусов в Монтгомери, штат Алабама, США, прекращается после того, как Верховный суд объявляет антиконституционной сегрегацию в пассажирских автобусах.
- 1959 — на съезде в Йоханнесбурге, Южная Африка, объявляется о создании Прогрессивной партии Южной Африки.
- 1960 — начинается вооружённое антиправительственное восстание в Гватемале.
- 1966
  - Израильские войска атакуют иорданские позиции вблизи Хеврона (25 ноября ООН высказывает своё осуждение этой акции Израиля).
  - В море у Мацуямы, Япония, самолёт NAMC-YS-11-111 разбивается, приземлившись слишком далеко от начала полосы. Все 50 человек на борту погибают.
- 1968 — премьера мультфильма «Yellow Submarine» (Жёлтая подводная лодка) в США.
- 1971 — состоялся вывод на орбиту вокруг Марса первого межпланетного космического аппарата; первый искусственный спутник Марса («Маринер-9», США).
- 1973 — под угрозой энергетического кризиса британское правительство вводит чрезвычайное положение.
- 1974
  - В США при таинственных обстоятельствах умирает Карэн Силквуд, незадолго до этого выразившая озабоченность в отношении безопасности ядерных предприятий Керр-Макги в Оклахоме.
  - Лидер Организации освобождения Палестины Ясир Арафат обращается с посланием к Генеральной Ассамблее ООН.
- 1978 — запуск американской высокоэнергетической астрономической обсерватории «ХЭАО-2», с помощью которой обнаружат рентгеновское излучение квазара, удалённого от Земли на расстоянии 10 млрд световых лет.
- 1979
  - Рональд Рейган, бывший губернатор Калифорнии, объявляет о своём решении начать борьбу за право стать кандидатом от Республиканской партии на предстоящих президентских выборах.
  - В Великобритании после годичного перерыва возобновляется выход газет «Таймс», «Санди таймс» и всех приложений к газете «Таймс».
- 1980 — американский космический аппарат «Вояджер-1» передал на Землю первые фотографии Сатурна крупным планом.
- 1985 — извержение колумбийского вулкана Невадо-дель-Руис (Nevado del Ruiz), бездействовавшего с 1845, уничтожает свыше 20 тыс. людей.
- 1986 — президент США Рейган допускает возможность секретного соглашения о поставках американского оружия в Иран, но отрицает её связь с освобождением заложников.
- 1987
  - Опубликованы материалы о пленуме МГК партии под заголовком «Энергично вести перестройку». Выделены слова Горбачёва: «Товарищ Ельцин поставил личные амбиции выше интересов партии».
  - С тем, чтобы способствовать «безопасному сексу», или предотвратить СПИД, BBC демонстрирует на экранах Британии первый коммерческий презерватив (без имени марки).
- 1989
  - Ганс Модров избирается председателем Совета министров ГДР.
  - В СССР введён суд присяжных при слушании дел о преступлениях, за которые предусмотрена смертная казнь.
- 1991
  - Под наблюдением комиссии по контролю над выполнением соглашения о прекращении огня сотни гражданских лиц эвакуируются из города Дубровник, Хорватия.
  - Карельская АССР переименована в Республику Карелия.
- 1992 — американский боксёр Риддик Боу завоёвывает звание чемпиона мира среди профессионалов в тяжёлом весе, выиграв по очкам у Эвандера Холифилда.
- 1993 — катастрофа MD-82 под Урумчи. Из 102 человек на борту погибают 12.
- 1994 — Швеция вступает в Европейский союз через референдум.
- 1995 — Содружество наций принимает в свои ряды Мозамбик, бывшую португальскую колонию.
- 1995
  - В ходе противостояния республиканского конгресса и президента Клинтона по вопросу о государственном бюджете на 1996 президент блокирует две временные расходные статьи, что приводит к закрытию некоторых второстепенных правительственных программ, начиная с 14 декабря.
  - Самолёт Boeing 737 компании «Nigeria Airways» касается взлётно-посадочной полосы почти на её середине, сворачивает с полосы в сторону, и под ним загорается трава. Из 137 человек на борту погибают 11.
- 2000 — президент РФ Владимир Путин выступил с заявлением, в котором предложил в будущем снизить уровень ядерных боезапасов России и США. В заявлении российского президента выдвигается предложение сократить уровень ядерных боезапасов РФ и США до 1500 единиц с каждой стороны.

### XXI век
- 2001 — силы Северного альянса вошли в столицу Афганистана — Кабул.
- 2003 — началась приватизация государственных предприятий в Китае.
- 2009 — взрыв склада ВМФ «З1-й Арсенал» в Ульяновске, Россия[8].
- 2015 — террористические акты в Париже.
- 2022 — теракт в Стамбуле, 6 погибших, более 80 пострадавших.

## Родились

### До XIX века
- 354 — Августин Блаженный (ум. 430), христианский богослов и философ, проповедник.
- 1312 — Эдуард III (ум. 1377), король Англии (1327—1377), чьи притязания на французский престол послужили поводом к Столетней войне.
- 1598 — Бартоломей Бренберг (ум. 1657), голландский художник и график эпохи барокко.
- 1718 — Джон Монтегю (ум. 1792), 4-й граф Сэндвичский, первый Лорд Адмиралтейства, в честь которого был назван сэндвич.
- 1738 — Христиан Адольф Клоц (ум. 1771), немецкий филолог-классик.
- 1745 — Валентин Гаюи (ум. 1822), французский благотворитель, педагог и новатор.
- 1782 — Эсайас Тегнер (ум. 1846), шведский епископ и поэт-романтик, член Шведской академии.
- 1785 — Каролина Лэм (ум. 1828), жена сэра Уильяма Мельбурн-Лэма, пэра и сенатора Англии, возлюбленная Байрона.

### XIX век
- 1804 — Теофилиус Холмс (ум. 1880), американский военный, участник Гражданской войны в звании генерала.
- 1806 — Эмилия Плятер (ум. 1831), графиня, собирательница белорусского фольклора, участница польского восстания 1830 г.
- 1811 — Юрий Арнольд (ум. 1898), российский музыкальный теоретик, критик, композитор и вокальный педагог.
- 1818 — Михаил Катков (ум. 1887), русский журналист, публицист и издатель.
- 1821 — Михаил Петрашевский (ум. 1866), русский мыслитель и общественный деятель, утопист-социалист.
- 1836 — Ярослав Домбровский (погиб в 1871), российский, польский и французский революционер и военачальник.
- 1848 — Альберт I (ум. 1922), князь Монако (1889—1922), океанограф-любитель, основатель Океанографический музей Монако и Институт океанологии в Париже.
- 1850 — Роберт Льюис Стивенсон (ум. 1894), английский писатель («Остров сокровищ», «Чёрная стрела» и др.).
- 1862 — Николай Пальчевский (ум. 1909), русский ботаник, учитель и наставник В. К. Арсеньева, вице-председатель Общества изучения Амурского края.
- 1874 — Маргерит Лонг (ум. 1966), французская пианистка и педагог.
- 1876 — Эрнест Вильчинский (ум. 1932), американский математик, академик.
- 1878 — Александр Васильев (ум. 1948), русский советский фаготист, профессор Ленинградской консерватории.
- 1883 — Иван Бардин (ум. 1960), русский советский металлург, академик.
- 1889 — Остап Вишня (наст. имя Павел Михайлович Губенко; ум. 1956), украинский советский писатель-сатирик.
- 1893 — Эдуард Аделберт Дойзи (ум. 1986), американский биохимик, Нобелевский лауреат по физиологии и медицине (1943).

### XX век
- 1909 — Виталий Доронин (ум. 1976), актёр театра и кино, народный артист РСФСР (1964).
- 1910 — Илья Усыскин (погиб в 1934), советский физик, участник полёта на стратостате «Осоавиахим».
- 1913 — Лон Нол (ум. 1985), камбоджийский политический деятель, генерал, основатель и первый президент Кхмерской Республики (1972—1975).
- 1914 — Георгий Бабакин (ум. 1971), советский инженер-конструктор, создатель луноходов.
- 1921 — Йонас Кокконен (ум. 1996), финский композитор и пианист.
- 1922 — Оскар Вернер (ум. 1984), австрийский актёр театра и кино, лауреат премии «Золотой глобус».
- 1924 — Мотоо Кимура (ум. 1994), японский биолог, популяционный генетик.
- 1929 — Александр Суснин (ум. 2003), советский и российский киноактёр.
- 1932 — Ольга Фикотова (ум. 2024), чехословацкая, а затем американская легкоатлетка, метательница диска. Олимпийская чемпионка-рекордсменка (1956).
- 1933 — Ояр Вациетис (ум. 1983), латышский советский поэт.
- 1935 — Джордж Кэри, 103-й архиепископ Кентерберийский (1991—2002).
- 1937 — Михаил Николаев, советский и российский политик и общественный деятель, первый президент Республики Саха (Якутия) (1991—2002).
- 1938 — Анатолий Салуцкий, советский и российский писатель и публицист.
- 1943 — Мустафа Джемилев, советский правозащитник и диссидент, украинский политический деятель, в 1991—2013 гг. председатель Меджлиса крымскотатарского народа.
- 1949 — Терри Рид, британский рок-музыкант, певец и гитарист.
- 1952 — Розмари Трокель, немецкая художница, видная фигура современного искусства.
- 1953 — Мохтар Дахари (ум. 1991), малайзийский футболист, в 1970-е один из лучших азиатских игроков.
- 1954 — Алексей Макаревич (при рожд. Меерович; ум. 2014), советский и российский музыкант, автор песен, экс-гитарист группы «Воскресенье», продюсер группы «Лицей».
- 1955
  - Борис Александров (погиб в 2002), советский и казахстанский хоккеист, игрок ЦСКА, олимпийский чемпион (1976).
  - Вупи Голдберг (наст. имя Кэрин Элейн Джонсон), американская актриса, продюсер, телеведущая, писательница, лауреат премий «Оскар», «Грэмми», «Золотой глобус» и др.
- 1958 — Елена Цыплакова, советская и российская актриса театра и кино, кинорежиссёр, народная артистка РФ.
- 1964 — Михаил Черняк, советский и российский актёр, радиоведущий.
- 1967
  - Игорь Наджиев, советский и российский певец, поэт, композитор и актёр.
  - Дмитрий Шевченко, советский и российский фехтовальщик, олимпийский чемпион (1996), двукратный чемпион мира.
- 1969 — Джерард Батлер, шотландский актёр театра и кино.
- 1970 — Юлия Граудынь, советская и российская легкоатлетка, спринтер в барьерном беге.
- 1972
  - Такуя Кимура, японский певец, музыкант, актёр, радиоведущий, бывший солист группы SMAP.
  - Саманта Райли, австралийская пловчиха, 5-кратная чемпионка мира.
- 1974 — Сергей Рязанский, российский космонавт-испытатель, Герой России.
- 1976 — Альбина Ахатова, российская биатлонистка, олимпийская чемпионка (2006), 4-кратная чемпионка мира.
- 1977 — Ольга Орлова, российская певица, актриса, автор песен, телеведущая, бывшая солистка группы «Блестящие».
- 1978 — Николай Фрайтур, американский музыкант, басист рок-группы «The Strokes».
- 1979 — Метта Сэндифорд-Артест (в прошлом Рон Уильям Артест-мл. и Метта Уорлд Пис), американский баскетболист.
- 1980 — Франсуа-Луи Трамбле, канадский шорт-трекист, двукратный олимпийский чемпион
- 1987 — Дана Воллмер, американская пловчиха, 5-кратная олимпийская чемпионка
- 1999 — Ландо Норрис, британский автогонщик.

### XXI век
- 2002 — Эмма Радукану, британская теннисистка.

## Скончались

### До XIX века
- 1093 — Малькольм III (р. 1036), король Шотландии (1058—1093).
- 1192 — Варлаам Хутынский (в миру Алекса Михайлович), основатель Хутынского монастыря, православный святой.
- 1197 — Святой Гомобон Тучинго Кремонский, католический святой, покровитель ткачей, бизнесменов и промышленников, а также города Кремона.
- 1359 — Иван II Иванович Красный (р. 1326), князь Московский и великий князь Владимирский (1353—1359).
- 1460 — Генрих Мореплаватель (р. 1394), португальский принц, организатор морских экспедиций для исследования и захвата северо-западного побережья Африки.
- 1619 — Лодовико Карраччи (р. 1555), итальянский живописец, гравёр и скульптор.
- 1779 — Томас Чиппендейл (р. 1718), английский мебельщик, создатель уникальной мебели стиля рококо.
- 1785 — Иоахим Ибарра (р. 1725), испанский книгопечатник.

### XIX век
- 1861 — Артур Хью Клаф (р. 1819), английский поэт.
- 1862 — Людвиг Уланд (р. 1787), немецкий поэт-лирик и филолог.
- 1868 — Джоаккино Россини (р. 1792), итальянский композитор.

### XX век
- 1903 — Камиль Писсарро (р. 1830), французский художник-импрессионист.
- 1915 — Фёдор Эрисман (р. 1842), швейцарско-российский врач, один из основоположников научной гигиены.
- 1937 — Акоп Акопян (р. 1866), армянский советский поэт, писатель-прозаик, переводчик.
- 1942 — погиб Дэниел Каллаган (р. 1890), американский военно-морской деятель, контр-адмирал.
- 1944 — погиб Иосиф Уткин (р. 1903), советский поэт и журналист.
- 1948 — Александр Вишневский (р. 1874), русский и советский военный хирург, академик, создатель знаменитой лечебной мази.
- 1951 — Николай Метнер (р. 1881), русский композитор и пианист.
- 1956 — Ян Лукасевич (р. 1878), польский логик и математик, академик.
- 1958
  - Барт ван дер Лек (р. 1876), голландский художник.
  - Семён Тимошенко (р. 1899), советский кинорежиссёр, сценарист и актёр.
- 1959 — Алексей Фатьянов (р. 1919), русский советский поэт, автор популярных песен.
- 1962 — Сергей Обнорский (р. 1888), русский языковед, диалектолог и лексикограф, основатель Института русского языка.
- 1972 — Арнольд Джексон (р. 1891), британский легкоатлет, генерал и адвокат, олимпийский чемпион в беге на 1500 м (1912).
- 1973 — Эльза Скиапарелли (р. 1890), итальянский модельер, дизайнер, создательница понятия «прет-а-порте».
- 1974 — Витторио Де Сика (р. 1901), итальянский актёр театра, кино и телевидения, кинорежиссёр, обладатель четырёх «Оскаров».
- 1975 — Ольга Берггольц (р. 1910), советская писательница, лауреат Сталинской премии.
- 1981 — Герхард Маркс (р. 1889), немецкий скульптор и график.
- 1984 — Сергей Ивченко (р. 1925), украинский советский учёный-ботаник, писатель.
- 1985 — Александр Покрышкин (р. 1913), советский лётчик-ас, трижды Герой Советского Союза.
- 1988 — Антал Дорати (р. 1906), венгерский и американский дирижёр и композитор.
- 1989 — Геннадий Юдин (р. 1923), советский актёр театра и кино.
- 1994 — Мотоо Кимура (р. 1924), японский биолог, популяционный генетик.
- 1997 — Мария Миронова (р. 1911), актриса театра, кино и эстрады, народная артистка СССР, мать Андрея Миронова.

### XXI век
- 2002 — Хуан Альберто Скьяффино (р. 1925), уругвайский футболист, чемпион мира (1950).
- 2004
  - Джон Бэланс (наст. имя Джеффри Лоуренс Бёртон; р. 1962), английский музыкант, певец, участник группы «Coil».
  - Ol’ Dirty Bastard (наст. имя Рассел Тайрон Джонс; р. 1968), американский рэпер, один из основателей «Wu-Tang Clan».
- 2005 — Эдди Герреро (р. 1967), американский рестлер, легенда залы славы WWE.
- 2008 — Сергей Бехтерев (р. 1958), советский и российский актёр театра и кино, заслуженный артист РФ.
- 2010
  - Луис Гарсия Берланга (р. 1921), испанский кинорежиссёр и сценарист.
  - Аллан Рекс Сэндидж (р. 1926), американский астроном, первым открывший квазар.
- 2014 — Александр Гротендик (р. 1928), французский математик.

## Приметы
- Юровая — так называли свой праздник сибирские рыбаки.
- Накануне Кузьминок переводили кур в зимние закуты, метили старых и слабых[9].